# Šenturška Gora

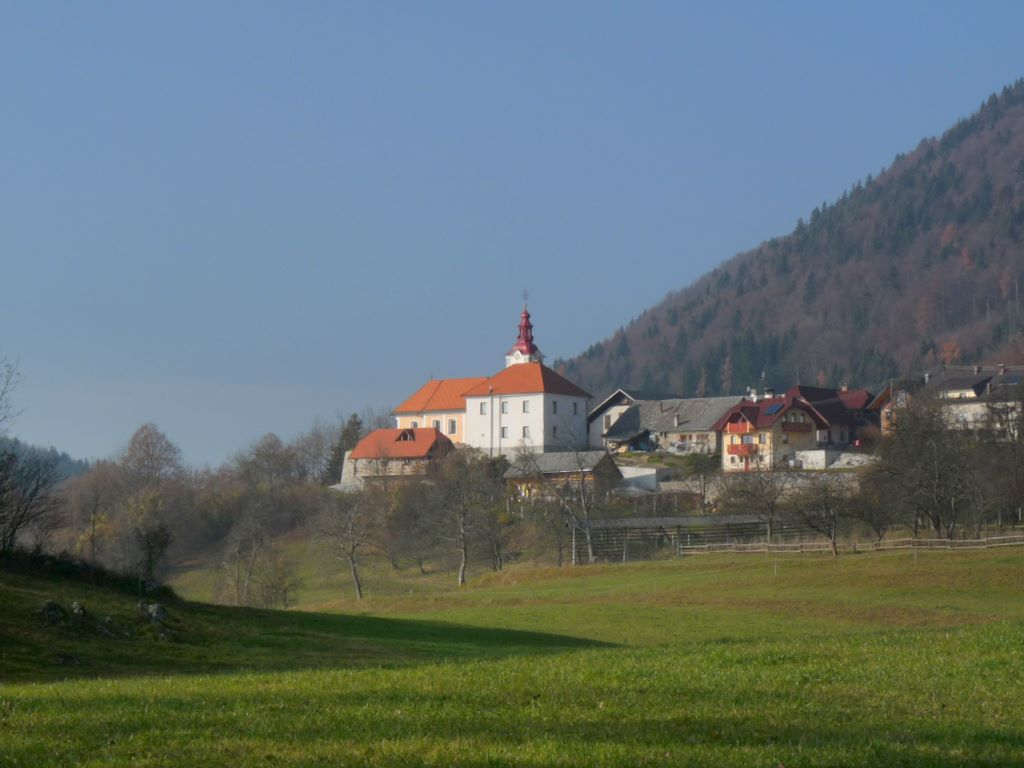

Šenturška Gora é uma localidade de Cerklje na Gorenjskem Alta Carniola, Eslovénia.
A igreja da localidade é dedicada a Santo Ulrico, daí o nome do lugar que literalmente significa "Monte de Santo Ulrico. A igreja foi construída em 1368 aumentada no século XVII.